# Самуель Дугуна
Самуель Дугуна (англ. Samuel Duguna, нар. 20 вересня 2003) — ефіопський легкоатлет, який спеціалізується в бігу з перешкодами.

## Спортивні досягнення
Чемпіон світу серед юніорів у бігу на 3000 метрів з перешкодами (2022).